# Optus A3
O Optus A3 (também conhecido por Aussat A3) foi um satélite de comunicação geoestacionário australiano que foi construído pela Hughes, na maior parte de sua vida útil ele esteve localizado na posição orbital de 164 graus de longitude leste e era operado pela Aussat Pty., Ltd. (posteriormente renomeada para Optus Communications Pty., Ltd.). O satélite foi baseado na plataforma HS 376 e sua expectativa de vida útil era de 7 anos. O mesmo ficou fora de serviço em abril de 2008 e foi transferido para  a órbita cemitério.

## História
A Empresa de satélite nacional da Austrália, a AUSSAT Proprietary Ltd. (atual SingTel Optus Pty Limited), em maio de 1982 selecionou a Hughes Communications International, uma subsidiária integral da Hughes Aircraft Company, para desenvolver o em o primeiro programa de satélites do país. Nos termos do contrato, a Hughes Space and Communications Group (SCG) construiu três satélites e duas estações de telemetria, rastreamento, comando e monitoramento (TTC & M). Também foram fornecidos lançamento e serviços operacionais e de apoio em terra.
O satélite Optus A3 tinha um diâmetro de 2,2 metros. Recolhido para o lançamento, sua altura era de 2,9 metros. Em órbita, com as antenas implantadas e painel solar de popa estendido, a altura aumenta para 6,3 metros. O satélite saiu de serviço em abril de 2008 e foi enviado para  a órbita cemitério.

## Lançamento
O satélite foi lançado com sucesso ao espaço no dia 16 de setembro de 1987, por meio de um veiculo Ariane 3, lançado a partir do Centro Espacial de Kourou, na Guiana Francesa, juntamente com os satélites ECS-4. Ele tinha uma massa de lançamento de 654 kg.

## Capacidade e cobertura
O Optus A3 era equipado com 15 transponders em banda Ku para fornecer serviços via satélite para a Austrália e Papua Nova Guiné.